# キアシセグロカモメ
キアシセグロカモメ （黄足背黒鴎、学名：Larus cachinnans） は、チドリ目カモメ科に分類される鳥類の一種である。

## 分布
アゾレス諸島、カナリア諸島から地中海・黒海・カスピ海沿岸を経て中央アジアまでの地域で繁殖する。冬季はヨーロッパ、アフリカ北部、紅海・ペルシア湾周辺と中国南部の沿岸に渡り越冬する。
日本では冬鳥として、ごく少数が本州と九州に渡来する。なお、日本に渡来する亜種は、主に中央アジア東部で繁殖する種類のため、和名をモンゴルカモメとする書籍もある。

## 形態
全長58-68cm。翼開長140-155cm。雌雄同色である。背中と翼上面は青灰色で、頭部と体の下面は白い。外側初列風切羽が黒く、先端に白斑がある。くちばしはやや橙色を帯びた黄色で、下くちばしの先端近くに赤い斑がある。脚は黄色（これが和名の由来である）だがピンク色の個体もいる。
幼鳥は全身白っぽい。

## 生態
非繁殖時には海岸や河口に生息する。

## 類似種と識別点
セグロカモメと形態、羽色とも酷似しており、野外での識別はなかなか困難である。一番容易な識別点は脚の色で、本種は黄色である。ただし、セグロカモメのようにピンク色の個体も存在する。その他、本種の冬羽では頭に褐色の斑がほとんどないこと、くちばしがやや太く先がふくらんでいないこと、体の上面がセグロカモメに比べるとやや淡いことなどで区別できる。
ホイグリンカモメは、本種と比べるとやや小型である。

## 亜種
- L. c. mongolicus
- L. c. cachinnans
- L. c. barabensis

等